# Los desterrados
Los desterrados es un libro de cuentos de Horacio Quiroga, publicado en 1926 por la "Sociedad Cooperativa Editorial Limitada" de Buenos Aires. La obra reúne ocho relatos divididos en dos partes: El ambiente y  Los tipos. Fue publicado el mismo año que El juguete rabioso y Don Segundo Sombra. La crítica especializada considera que es su libro "más homogéneo y decidido"  así como "más equilibrado y auténtico"

### El ambiente
El regreso de Anaconda (original: “El regreso”, La Nación, 1.02.1925) describe el mundo de la serpiente sin romanticismo: "Porque mono y serpiente, pájaro y culebra, ratón y víbora son conjunciones fatales que apenas el pavor de los grandes huracanes y la extenuación de las interminables sequías logran retardar. Sólo la adaptación común a un mismo medio, vivido y propagado desde el remoto inmemorial de la especie, puede sobreponerse en los grandes cataclismos a esta fatalidad del hambre."  La vida de los animales es una "sombría fraternidad" que es desequilibrada por la sequía. La trama está centrada en el plan de los animales de cegar los ríos en el momento de la inundación para evitar el avance de los hombres. Anaconda es, como lo son los tipos, una desterrada. No tiene posibilidad de retornar a su río, el Paranahyba, infectado por hombres "sucios de olor, sucios de machetes y quemazones incesantes", y la lucha de los animales contra ellos es en vano. La escena final del cuento, con un mensú muerto y a su lado Anaconda que alucina en su agonía, dan la pauta de lo que serán los relatos posteriores, donde la naturaleza indiferente y la muerte estarán siempre presentes. La muerte de Anaconda puede ser interpretada, en una perspectiva de mayores dimensiones, como una ejemplificación de la destrucción de la fauna y el medio ambiente por parte de los hombres. El hecho, sin embargo, que la serpiente haya colocado sus huevos en el cadáver del mensú, deja abierta la posibilidad de que la fertilidad de la naturaleza pueda contrarrestar la actividad humana. Con la muerte de Anaconda desaparecen, fuera de cortas referencias, los animales de Los desterrados, y asumen el papel de medios de transporte pasivos sin más referencia a la selva. En vez de su historia, se narra la lucha de los hombres consigo mismos, entre sí y con el medio ambiente.

### Los tipos
Los desterrados (original: “Los proscriptos” Caras y Caretas N° 1396, 4.07.1925) describe en sus primeras frases lo que será tema de los cuentos siguientes: una serie de tipos pintorescos, que, como una bola de billar, han tocado banda y emprendido las trayectorias más inesperadas. Sus nombres dan la pauta de los más diversos orígenes: Juan Brown, Else, Rivet, Sydney Fitz-Patrick, el cacique Pedrito, así como los dos personajes en los cuales se centra la acción, los brasileños Joao Pedro y Tirafogo. El primero, habiendo sido "mísero soldado" y luego general, llega como fugitivo a Misiones y se desempeña en diversas tareas, no exentas de fricciones con sus empleadores, lo cual lleva a que su contrincante no regrese. Tirafogo trabajó como domador de mulas y ha sufrido múltiples accidentes. Es un optimista orgulloso de haber vivido mucho tiempo. El cuento da la pauta de los cambios ocurridos en el país y en el mundo de sus protagonistas, Tanto las costumbres como la población han cambiado y lo que era un espacio sin límites y un sistema cooperativo, se ha transformado en un país donde existen nuevas reglas y códigos y en el cual Tirafogo y Joao Pedro ya no se reconocen. Siendo ya viejos, quieren morir en su tierra y emprenden el viaje de retorno "riquísimos de ternura y cansancio". Se pierden en la selva, extenuados por la consunción y la fiebre mueren allí, no sin antes, en su delirio, volver a su tierra. Su alucinado retorno es equiparable al de Anaconda en el cuento anterior. Dijo alguna vez Quiroga: "El destino no es ciego -sus resoluciones fatales obedecen a una armonía todavía inaccesible para nosotros, a una felicidad superior oculta en las sombras."
Van-Houten (original: "En la cantera" Plus Ultra N° 44, diciembre 1919) es un belga que trabaja excavando pozos. Si bien ha sobrevevivido por milagro a diversos accidentes con pólvora, dinamita y herramientas; ha perdido un ojo, una oreja y tres dedos, lo cual lleva a que lo llamen "Lo-que-queda-de-Van-Houten". Desinteresado del mundo, reacciona a las desgracias -como todo comentario- escupiendo. Sostiene que "poco se pierde, si uno se va al hoyo", destino que alcanza ahogándose por navegar borracho una canoa. El comentario final es lapidario: "pasó un tiempo  antes de que dejara de ver a Van-Houen tendido en la playa y convertido en un surtidor, bajo el pie de su socio que le pisaba el vientre." El personaje, así como luego Juan Brown, está basado en una persona real: Pablo Vanderdorp, al cual, sin embargo, sólo le faltaban dos dedos.
Tacuara-Mansión (El hogar N° 568, 27.08.2020) narra la historia del impasible John Brown, que había estudiado ingeniería y permaneció en Iviraromí quince años, luego de una estadía que se había planeado de dos horas, no tanto por interés sino por inercia.  Mantiene una relación de copas con monsieur Rivet, un químico francés, "perfecto ex hombre" y "despojo humano", que desprecia a los "doctorcitos" de la región, Brown incluido. Luego de tomar alcohol carburado en un bar, no divisan la casa de Brown, que se encuentra frente a ellos. Rivet muere y Brown precisa diez días para recuperarse. Su comentario sobre la muerte de Rivet: "gringo de porquería."
El hombre muerto (La Nación, 27.06.1920) describe la muerte accidental de un hombre, que en el momento de cruzar un cerco de alambre de púa, resbala en una corteza de árbol; al caer suelta su machete, el cual se entierra en su vientre. El hecho fatal es sugerido con enorme sobriedad y reticencia: "Mientras caía, el hombre tuvo la impresión sumamente lejana de no ver el machete de plano en el suelo." El protagonista quería descansar sobre la gramilla y ahora lo hace en "una cómoda postura". El mundo parece no haber cambiado, sólo él se estremece ante éste horror imprevisto; ve su monte, su bananal, su potrero, y luego "ya ha descansado."
El techo de incienso (original: “Techo de incienso”, La Nación, 5.02.1922) registra de forma humorística en la persona del funcionario público Orgaz, las peripecias de la vida del propio Quiroga, cuando construyó su casa de madera en 1910 y asumió funciones como juez de Paz y oficial del Registro Civil en 1911.
La cámara oscura (El hogar N° 58,  3.12.1920) comienza con la descripción de los personajes: Malaquías Sotelo, juez de paz de Iviraromí, que muere a causa de un ataque de asma; Elena Pilsudski, esposa del difunto y Estanislao Pilsudski, padre de Elena. Llamativamente, una vez que el narrador termina con las presentaciones, dice: “Tales son los personajes que intervienen en el asunto fotográfico que es el tema de este relato”  Luego del fallecimiento de Sotelo, del cual el narrador fue espectador, Elena le pide que fotografíe a su marido. El narrador se ve confrontado con la macabra situación de hacer colocar el féretro en la posición adecuada, para que "aquella brutal caricatura de hombre" pueda ser fotografiada. Más tarde, revelando la fotografía en la cámara oscura, debe presenciar la lenta resurrección de los rasgos de Sotelo "en la otra placa sensible de mi horror."
Los destiladores de naranja (Atlántida N° 293, 15.11.1923) tiene un antecedente autobiográfico: Quiroga intentó extraer vino por destilación de zumo de naranja. El cuento tiene de dos hilos narrativos: por una parte la descripción del pintoresco y optimista "el manco", con sus diversos proyectos para enriquecerse, que están siempre condenados al fracaso, sin que por ello mengúe la alegría del protagonista. Por otra parte, la figura del doctor Else, un biólogo dado al alcohol, que se encuentra en proceso de autodestrucción. La conjunción de ambos en el proceso de destilación lleva a la catástrofe: Else cae en un delirum tremens y confunde a su hija con una rata, matándola. Emir Rodríguez Monegal elogió el cuento: "una hazaña narrativa pasar de lo cómico a lo horroroso donde la feliz pintura de algún personaje episódico no permite prever el tremendo y efectista desenlace."

## Misiones y Horacio Quiroga
1903 Quiroga acompañó como fotógrafo a Leopoldo Lugones  en una expedición a Misiones que había sido encomendada por el Ministerio de Instrucción Pública con la finalidad de estudiar las ruinas jesuíticas. 1906, luego de un frustrado intento de aclimatación en el Chaco, donde intentó cultivar algodón, compró en San Ignacio 185 hectáreas con vista al Paraná. 1908 comenzó a construir su primera casa. El comienzo fue duro, en Pasado amor, Morán, su alter ego, lo describe: "Cuando yo compré esta meseta… el pedazo de monte que ve allí, todo el mundo se rió, porque aquí no había sino piedras y linda vista." 1911 fue nombrado Juez de Paz y Oficial del Registro Civil en San Ignacio. Luego de comprar unas doscientas hectáreas cerca del río Yabebirí, cultivó yerba mate. 1916, luego del suicidio de su esposa, se mudó a Buenos Aires. 1925 retornó por una temporada. 1931 intentó por última vez radicarse en Misiones. Dijo en una carta a Ezequiel Martínez Estrada: "No hago más que integrarme en la naturaleza, con sus leyes y armonías oscurísimas, aún para nosotros, pero existentes."
Se ha dicho que Quiroga inventó literariamente a Misiones. Allí construyó sus dos casas -una de madera: El techo de incienso, otra de piedra-, sus muebles, una canoa y se dedicó a la caza y  la agricultura;.se adaptó e identificó con el medio ambiente y entró en contacto con los diferentes tipos humanos, muchos de ellos, desterrados. Se trata de una región fronteriza: en la otra ribera está Paraguay, al este y norte, Brasil. A ello se suma la frontera con la selva y los comienzos, por aquella época,  de la explotación industrial.

## Temas
Dice Quiroga en Tacuara-Mansión: "Misiones...guarece a una serie de tipos a quienes podría lógicamente imputarse cualquier cosa menos el ser aburridos. La vida más desprovista de interés al norte de Posadas, encierra dos o tres pequeñas epopeyas de trabajo o de carácter, si no de sangre." Describe con ternura y compasión  las luchas y derrotas de sus protagonistas en un medio adverso que los confronta con circunstancias que no pueden controlar. Muchos de los personajes son, empleando el seudónimo de Van-Houten, lo que queda de ellos, y parecen querer olvidar sus vidas pasada sin lograr construir una nueva identidad. La historia de estos náufragos en la selva, con sus aventuras reales o interiores, es el retrato de un microcosmos, de una región fronteriza donde indígenas y europeos se encuentran y desencuentran en medio de una naturaleza implacable. Los personajes, si bien a veces brutales, maniáticos o necios, transmiten una cierta candidez que los hace a veces cómicos, si bien a un paso del horror.
La muerte es un tema inherente a la obra de Quiroga y en Los desterrados constituye un leitmotiv que se presenta de diferentes formas: como un pasaje sin dolor en El retorno de Anaconda y Los desterrados, como autodestrucción en Van-Houten y Tacuara-Mansión, como trivial e inesperada irrupción en lo cotidiano y detallada agonía en El hombre muerto. En La cámara oscura adquiere una existencia fantasmal con base en la técnica y en Los destiladores de naranja deviene puro horror con un asesinato absurdo.